# امباتومانتی
امباتومانتی (به لاتین: Ambatomainty) یک سکونتگاه مسکونی در ماداگاسکار است که در ملاکی (ماداگاسکار) واقع شده‌است.